# Gauropterus fulgidus
Gauropterus fulgidus är en skalbaggsart som först beskrevs av Fabricius 1787.  Gauropterus fulgidus ingår i släktet Gauropterus, och familjen kortvingar. Arten är reproducerande i Sverige.